# Seznam osebnosti iz Občine Tržič
Seznam osebnosti iz občine Tržič vsebuje osebnosti, ki so se tam rodile, delovale ali umrle.

## Pred 19. stoletjem
- Jakob Aljaž (6. julij 1845, Zavrh pod Šmarno Goro – 4. maj 1927, Dovje na Gorenjskem), rimokatoliški duhovnik in skladatelj; v Tržiču kaplanoval
- Feliks Anton Dev (Janez Demascen Dev) (15. januar 1732, Tržič – 7. november 1786, Ljubljana), pesnik, prevajalec in urednik
- Jernej Knafelj (16. stoletje, ? – 17. stoletje, ?), duhovnik, pridigar, protestant; leta 1601 je živel v Tržiču; njegovo življenjsko zgodbo je za pisanje zgodovinskega romana "Bogovec Jernej" (1929) uporabil Ivan Pregelj
- Josef Radetzky (2. november 1766, Trebnice pri Pragi, Češka) – 5. januar 1858, Milano), vojaški častnik, maršal, grof
- Jožef Tomažovic (15. marec 1774, Kamna Gorica – 14. maj 1847, Tržič), glasbenik, organist, šolnik
- Matija Schoss (16. februar 1683, Tržič – 15. julij 1736, Bled), duhovnik, pridigar, bogoslovni pisec
- Peter Janežič (18. stoletje, Cerklje na Gorenjskem – 18. stoletje, ?), kipar; pripisujejo mu dela v Kovorju pri Tržiču
- Simon Tadej Volbenk Grahovar (Grachower) (25. julij 1709, Tržič – 22. avgust 1774, Ljubljana), slikar miniaturist, grafik
- Žiga Lamberg (ok. 1420, grad Gutenberg pri Tržiču – 18. junij 1488, Ljubljana), pravnik, ljubljanski škof

## 19. stoletje
- Adalbert Gertscher (27. marec 1846, Tržič – 13. september 1908, Trst), pravnik, sodnik
- Andrej Ferjančič (30. oktober 1848, Slap – 14. julij 1927, Bled), politik, pravnik; v državnem zboru je zastopal tudi Tržič
- Andrej Perne (17. november 1844, Tržič – 19. januar 1914, Šturije pri Vipavi), učitelj, pesnik
- Andrej Praprotnik (9. november 1827, Podbrezje – 25. junij 1895, Ljubljana), pesnik, pisatelj, urednik
- Andrej Skopec (19. november 1802, Polhov Gradec – 24. oktober 1887, Hermitage, ZDA), duhovnik, misijonar, nabožni pisec; kot kurat služboval  v Lomu pod Storžičem (1834–45)
- Andrej Šarabon (27. november 1860, Podljubelj – 22. november 1941, ?), gospodarstvenik in mecen
- Anton Berce (20. maj 1860, Mošnja pri Zgornji Lipnici – 2. marec 1922, Kranj), duhovnik, narodni buditelj, prevajalec; deloval kot kaplan v Križah pri Tržiču
- Anton Dolinar (13. januar 1894, Trata – 3. avgust 1953, ZDA), glasbenik, duhovnik, skladatelj
- Edmund Glanzmann (22. september 1855, Trst – 29. december 1947, Tržič), industrialec
- Franc Bleiweis (tudi Frančišek Bleiweis) (7. april 1869, Naklo – 10. april 1951, Mošnje), rimokatoliški duhovnik, nabožni pisatelj in izdajatelj nabožnih knjig
- Franc Pavlin (1. oktober 1860, Podbrezje – 8. julij 1916, Tržič), tehnik, gospodarstvenik
- Franc Globočnik (25. marec 1825, Tržič – 24. februar 1891, Ljubljana), slikar, profesor
- Hugo Roblek (27. december 1871, Radovljica – 19. julij 1920, Trst), farmacevt, planinec; v Tržiču je vodil lekarno
- Ignac Holzapfel (15. julij 1799, Tržič – 21. januar 1868, Ribnica), duhovnik, pesnik, pisatelj
- Ignacij Hladnik (25. september 1865, Križe – 19. marec 1932, Novo mesto), skladatelj, glasbenik, organist
- Ivan Murnik (3. januar 1839, Spodnji Otok – 18. januar 1913, Ljubljana), politik, odvetnik; v deželnem zboru je od 1870 do 1877 zastopal mesta in trge Tržič-Radovljica-Kamnik
- Ivan Pogačnik (26. junij 1855, Posavec – 23. oktober 1934, Ljubljana), skladatelj, organist, zborovodja
- Ivan (Janez) Svetina (18. april 1851, Žirovnica – 22. julij 1936, Žirovnica), šolnik, nabožni pisec, duhovnik; v Tržiču obiskoval šolo
- Ivan Toporiš (5. december 1867, Tržič – 12. november  1915, Novo mesto), pesnik, pisatelj, gledališki igralec
- Jakob Peharc (20. julij 1788, Tržič – 8. januar 1872, Tržič), šolnik, kronist
- Janez Vurnik (28. avgust 1819, Stara Oselica – 2. marec 1889, Radovljica), podobar, kipar; njegova dela v Tržiču: veliki marmorni oltar v podružnični cerkvi (1860), novogotski krstilnik v župnijski cerkvi (1862)
- Janez Zalokar (26. junij 1792, Vinica pri Šmarjeti –7. september 1872, Ljubljana), leksikograf, gospodarski in nabožni pisec, duhovnik
- Janko Brejc (18. november 1869, Brezje pri Tržiču – 6. april, Ljubljana), pravnik in politik
- Jernej Dolžan (16. avgust 1815, Križe – 3. februar 1880, Radovljica) duhovnik, narodni buditelj, pisatelj
- Josip Grašič (4. marec 1863, Križe pri Tržiču – 6. maj 1949, Spodnji Brnik), duhovnik, narodni buditelj
- Josip Novak (25. december 1833, Podbrezje –  11. november 1883, Kočevje), pesnik, duhovnik
- Joža Bohinjec (27. oktober 1880, Leše – 6. november  1941, Ljubljana), pravnik, pobudnik za ustanovitev Osrednje protituberkulozne lige; po njem se imenuje nagrada, ki jo podeljujejo najprizadevnejšemu dispanzerju za pljučne bolezni in tuberkulozo
- Jožef Kragl (18. september 1851, Tolmin na Goriškem – 27. december 1905, Tržič) šolnik, voditelj tržiške šole; zbiral podatke o zgodovini Tržiča in napisal kratko rokopisno delo »Zgodovina Tržiča«
- Jožef Lap (4. marec 1819, Preddvor – 13. april 1855, Kartum), duhovnik, misijonar; kaplanoval v Tržiču
- Jožef Tomažovic (16. september 1823, Tržič – 29. november 1851, Celovec), glasbenik, zborovodja, skladatelj
- Julij Born (11. junij 1840, Poznan – 5. frebruar 1897, Brighton), baron, industrialec, bankir
- Jurij Šubic (13. april 1855, Poljane nad Škofjo Loko – 8. september 1890, Leipzig), slikar; naslikal slike križevega pota za cerkev v Tržiču
- Karel Klun (15. oktober 1841, Prigorica – 8. julij 1896, Budimpešta), politik, duhovnik, konzistorialni svetnik; v deželnem zboru je med letoma 1877 in 1895 zastopal kmečke občine Kranj-Tržič-Škofja Loka
- Karel Pirc (2. januar 1861, Tržič – 8. december 1927, Tržič), uradnik, zgodovinar, pisec lokalnih tržiških zgodovinskih črtic in spominov
- Karel Pollak (28. oktober 1853, Kranj – 9. julij 1937, Ljubljana), industrialec, velepodjetnik; eden največjih slovenskih usnjarskih industrijalcev 19. stoletja; usnjarstva se je izučil v Tržiču
- Lambert Pantz (22. avgust 1835, Tržič – 3. januar 1895, Fieberbrunn), metalurg, izumitelj
- Leonard Klofutar (6. november 1819, Tržič – 26. oktober 1901, Ljubljana), duhovnik, teolog, biblicist
- Leopold Layer (20. november 1752, Kranj – 12. april 1828, Kranj), slikar; leta 1815 je s freskami poslikal prezbiterij cerkve v Tržiču
- Ljudevit Stiasny (21. september 1862, Tržič – 5. marec 1936, Slovenj Gradec), šolnik, pedagoški pisec, potopisec
- Matija Smolej (9. februar 1829, Tržič – 15. julij 1871, Dobrepolje), nabožni pisatelj, duhovnik
- Mihael Debeljak (29. september 1818, Tržič – 25. avgust 1888, Trst), duhovnik, narodni buditelj
- Peter Gross (17. februar 1834, Tržič – 18. februar 1913, Zagorje ob Savi), šolnik, pisatelj
- Peter Hicinger (29. junij 1812, Tržič – 29. avgust 1867, Postojna), pisatelj, pesnik, duhovnik
- Peter Kozina (19. junij 1876, Dolenja vas – 21. februar 1930, Ljubljana), podjetnik, ustanovitelj podjetja Peko, trgovec
- Peter Majdič (15. junij 1823, Jarše – 10. februar 1908, Jarše), veleindustrialec; upravni svetnik železnice Kranj—Tržič
- Peter Urh (27. junij 1829, Tržič – 24. junij 1897, Novo mesto), pridigar, duhovnik, stolni prošt
- Rihard Svetoslav Premrou (3. september 1879, Trst – 20. februar 1935, Tržič), zadružni strokovnjak, gospodarski pisec, revizor
- Robert Schrey Redelwerth (2. junij 1838, Kranj – 8. november 1893, Ljubljana), pravnik, politik; v  letih 1845-46 je obiskoval trivialko v Tržiču
- Sebastijan Žepič (18. januar 1829, Gozd – 9. januar 1883, Zagreb), šolnik, jezikoslovec
- Severin Gros (13. januar 1829, Tržič – 3. december 1893, Collegeville, ZDA), duhovnik, misijonar, teolog
- Tomaž Pirc (29. oktober 1813, Kranj – 18. junij 1880, Tržič), zdravnik, kirurg
- Valentin Prešeren (12. februar 1779, Vrba na Gorenjskem – 3. julij 1833, Ljubljana), duhovnik; deloval v Tržiču; začel z zidanjem nove župnijske cerkve, ki sta ga zaustavila francoska invazija in požar leta 1811
- Viktor Globočnik (3. maj 1852, Tržič – 4. marec 1898, Kranj), pravnik, politik; zavzemal se je za ceste in železnice v svojem okraju
- Viljem Polak (7. april 1843, Tržič – 29. marec 1908, Ljubljana), poslovnež, mecen, graditelj cest ter železnic
- Vojteh Kurnik (9. avgust 1826, Tržič – 3. november 1886, Ljubljana), kolar, ljudski pesnik
- Vojteh Ribnikar (23. april 1857, Tržič – 26. april 1895, Logatec – Dolenji Logatec), šolnik, sadjar

## 20. in 21. stoletje
- Adolf Kilar (10. junij 1887, Tržič – 16. september 1939, Vranje), general, vojaški častnik, Maistrov borec
- Albert Struna (17. avgust 1901, Mirna Peč – 12. junij 1982, Ljubljana), inženir strojništva in univ. profesor; rekonstruiral turbinske naprave v tržiških industrijah
- Albin (Bine) Grajzar (15. februar 1922, Smlednik – 1. april 1944, Metnaj), aktivist NOB , narodni heroj
- Albin Novšak (10. februar 1915, Gorenja vas – 29. januar 1992, Ljubljana), smučarski skakalec
- Aljaž Pogačnik (28. julij 1978, Kranj), umetnostni zgodovinar, muzealec
- Alojzij Pavel Florjančič (10. oktober 1940, Uršna sela pri Dolenjskih Toplicah), publicist, geolog, zgodovinar, v Tržiču vodil geološke krožke
- Amalija Šimec (30. oktober 1893, Tržič – 21. oktober 1960, Ljubljana), zdravnica, epidemiologinja
- Andrej Jerman (30. september 1978, Kranj), športnik, alpski smučar, olimpijec
- Andrej Križaj (11. september 1986, Jesenice), alpski smučar
- Andrej Osterman (4. oktober 1960, Kranj), pravnik, vojaški častnik, generalmajor
- Andrej Tavželj (14. marec 1984, Kovor), hokejist
- Andreja Koblar (2. september 1971, Kranj), biatlonka
- Anka Vidovič Miklavčič (21. marec 1936, Gornja Radgona), zgodovinarka, bibliografka, v Tržiču se je šolala
- Anton Kristan (31. januar 1881, Vič – 17. julij 1930, Ljubljana), politik, gospodarstvenik, publicist; sodeloval pri ustanovitvi  Delavske hranilnice in posojilnice v Tržiču
- Anton Vovk (19. maj 1900, Vrba – 7. julij 1963, Ljubljana), duhovnik, teolog, ljubljanski nadškof; kaplanoval v Tržiču
- Anže Bizjak (21. december 1988, Kranj), akademski restavrator, predsednik Kulturno-umetniškega društva Ampus
- Blaž Ropret (?), alpski smučar
- Bogomir (Mirko) Brejc (17. januar 1908, Velike Lašče – 6. julij 1985, Tržič) učitelj, ravnatelj, tržiški šolnik z najdaljšim stažem
- Bohuslav Lavička (1. maj 1879, Chrudim, Češka – 16. julij 1942, Tržič), lekarnar, zbiratelj kulturne dediščine
- Bojan Knific (10. avgust 1971, Kranj), etnolog, antropolog, folklornik
- Bojan Križaj (3. januar 1957, Kranj), alpski smučar, športnik
- Boris Benedik (15. avgust 1966, Kranj), kegljač,  svetovni prvak v kegljanju
- Boris Kuburič (12. oktober 1956, Kranj), igralec, režiser, lutkar, recitator
- Borut Košir (21. april 1954, Jesenice), duhovnik; nekdanji sodnik in predsednik Metropolitanskega cerkvenega sodišča v Ljubljani, direktor Zavoda sv. Stanislava v Šentvidu nad Ljubljano;
- Borut Sajovic (18. julij 1960, Kranj), politik, veterinar; župan občine Tržič
- Ciril Jazbec (1987, ?), dokumentarni fotograf
- Ciril Oblak (31. julij 1934, Kranj), arhitekt; v Tržiču projektiral razstavni paviljon, trgovino Mercator in stanovanjske bloke, v Križah in Bistrici pri Tržiču osnovno šolo
- Ciril Rekar (14. september 1901, Radovljica – 5. december 1989, Ljubljana), metalurg; služboval v tržiškem podjetju rudarske in metalurške stroke
- Dani Zupan (17. julij 1944, Kovor pri Tržiču – 20. avgust 2014, Tržič), pevec, fotograf
- Danilo Benedičič (16. november 1933, Pristava - 2021), igralec (v gledališču, drami)
- Dejan Jekovec (22. avgust 1974, Tržič), smučarski skakalec
- Dorca Kralj (6. decembra 1913, Slapu pri Tržiču – 1994, ?), igralka, pevka, pesnica
- Drago Košmrlj (28. februar 1911, Travnik – Bela Voda – 14. december 2003, Ljubljana), časnikar, publicist
- Dušan Horjak (1. avgust 1920, Ljubljana – 21. december 1979, Ljubljana), gospodarstvenik, mdr. direktor Bombažne predilnice in tkalnice v Tržiču (BPT)
- Dušan Mravlje (13. februar 1953, Kranj), športnik, ultramaratonski tekač
- Dušan Premrl (14. april 1937, Žiri – 17. februar 2008, Tržič), slikar, grafik
- Ernest Petrič (18. november 1936, Tržič), pravnik, politik, diplomat, profesor mednarodnih odnosov in prava
- Filip Bence (22. maj 1950, Dolina nad Tržičem – 3. april 2009, Storžič), alpinist, gorski reševalec
- Franc Smolik (7. oktober 1898, Novo mesto – 6. oktober 1975, Ljubljana), strokovnjak strojništva; zaposlen v Bombažni predilnici in tkalnici v Tržiču
- Franc Ahačič (15. oktober 1905/03?, Tržič – 1980, ?), čevljar, glasbenik
- Franc Bricelj (1904, Šenčur – 1981, Šentvid nad Ljubljano), organist, skladatelj, zborovodja
- Franc Prelog (?), odbojkar - paraolimpijec
- Franc Rozman (14. april 1949, Brezje pri Tržiču), fizik
- Franc Štrukelj (23. oktober 1948, Tržič – 23. april 1983, Storžič nad Bašljem), pilot, učitelj letenja, športnik
- Franci Primožič – Krvin (marec 1930, Slap pri Tržiču – 2013, ?), član GRS Tržič, alpski smučar
- Franci Šarabon (29. oktober 1931, Tržič – 2022), pevec, harmonikar, skladatelj
- Herman Berčič (17. november 1941, Bistrica pri Tržiču), kineziolog
- Irena Mrak (16. marec 1973, Kranj), geografinja, alpinistka
- Ivo Kokalj (1941 – ?), igralec, režiser
- Iztok Tomazin (30. januar 1960, Kranj), zdravnik, specialist družinske in urgentne medicine, gorski in letalski reševalec, alpinist, publicist
- Jaka Jeraša  (7. julij 1938, Jesenice), operni pevec, baritonist, učitelj; v Tržiču je poučeval solopetje
- Janez Bohorič (13. februar 1942, Tržič), gospodarstvenik, kemik
- Janez Frelih (2. maj 1942, Zgornja Sorica v Selški dolini), inženir, magister znanosti; vodja del na gradbiščih v gradbenem podjetju Novogradnje Tržič
- Janez Furlan (1949 – 1. avgust 2015, ?), alpski smučar, paraolimpijec
- Janez Jazbec (27. december 1984, Križe), alpski smučar
- Janez Kavar (23. junij 1950, Ljubljana), vojaški častnik, publicist, gorski reševalec
- Janez Peklenik (11. junij 1926, Tržič), znanstvenik, profesor, inovator
- Janez Slapar – Temšak (24. junij 1937, Lom pod Storžičem), pesnik, pisatelj, slikar
- Janez Slapar (26. september 1949, Pristava pri Tržiču), veteran vojne za Slovenijo, generalmajor
- Janez Štefe (14. januar 1923, Slap pri Tržiču – 30. maj 2002, Tržič), alpski smučar, olimpijec
- Janez Zibler (18. februar 1958, Tržič), alpski smučar
- Janko Kermelj (20. januar 1926, ?), alpski smučar in reprezentant, fotograf...
- Janko Ropret (21. marec 1951, Tržič), radijski in TV voditelj, pevec
- Josip Valjavec (15. februar 1879, Leše – 15. februar 1959, Ljubljana), nabožni pisec, leksikograf, duhovnik
- Josip Vidmar (14. oktober 1895, Ljubljana  – 11. april 1992, Ljubljana), literarni in gledališki kritik, dramaturg, prevajalec in politik
- Jože Kavar (2. januar 1933, Tržič – 17. marec 2017, Tržič), alpski smučar
- Jože Meglič (22. oktober 1939, Lom pri Tržiču – 18. junij 2006, Šmartno pri Litiji), slikar
- Jože Pogačnik (28. september 1902, Kovor pri Tržiču – 25. marec 1980, Ljubljana), pesnik, ljubljanski nadškof, ljubljanski metropolit
- Jože Pogačnik (14. marec 1933, Kovor pri Tržiču – 18. avgust 2002, Reka), slavist, literarni zgodovinar
- Jože Šlibar (18. marec 1934, Kovor pri Tržiču), smučarski skakalec
- Jože Vidic (20. oktober 1926, Selo pri Žirovnici), pisec, častnik
- Jure Goručan (20. april 1992, ?), pianist
- Jurij Kurillo (2. marec 1933, Ljubljana), fotograf, prevajalec, doktor medicine; kot splošni zdravnik delal v Zdravstvenem domu Tržič
- Katarina Lavš Mejač (27. julij 1946, Tržič - 2018, Lj), psihologinja, urednica, voditeljica TV oddaj
- Karel Ahačič (1928, ? – 2014, ?), glasbenik
- Karl Born (7. junij 1876, Berlin – 27. september 1957, Dunaj), kranjski politik in podjetnik, lastnik gozdov v Jelendolu
- Klemen Bečan (14. avgust 1982, Kranj), športni plezalec
- Nejc Bečan (30. december 1984, Kranj), skladatelj, dirigent, saksofonist
- Klemen Smolej (29. marec 1975, Jesenice), jazzist, kitarist, skladatelj; poučuje na Glasbeni šoli Tržič
- Kozma Ahačič (27. april 1976, Kranj), jezikoslovec, literarni zgodovinar, pesnik
- Kristijan Krajnčan (9. junij.1986, ?), bobnar, violončelist, skladatelj
- Krištof Dovjak (1. marec 1967, Vernamo, Švedska), dramatik, pesnik, dramaturg
- Ksenija Šoster Olmer (2. oktober 1961, Kranj), pesnica, prevajalka, publicistka
- Lojze Krajnčan (23. december 1961, Ptuj), skladatelj, dirigent, pozavnist;
- Lojze Ude (18. junij 1896, Križe pri Tržiču – 28. februar 1982, Mali Lošinj), pravnik, publicist, Maistrov borec
- Lojzka Meglič (?), alpska smučarka
- Ludvig Dornig (8. december 1930, Tržič), alpski smučar
- Marija Ahačič Pollak (8. maj 1937, Tržič), pevka, zborovodkinja
- Marina Bohinc (1943, ?), igralka, pevka, radijska napovedovalka
- Marjan Pečar (27. januar 1941, Mojstrana), smučarski skakalec, olimpijec
- Matevž Lukanc  (1. marec 1926, Tržič), alpski smučar
- Matej Bečan (10. avgust 1980, Tržič), športni padalec, tekmovalec v paraskiju
- Matija Oranič (3. april 1986, Tržič), nordijski kombinatorec
- Matija Škerbec (5. november 1886, Stari trg pri Ložu – 17. oktober 1963, Cleveland), duhovnik, politik, publicist; v Tržiču opravljal službo župnika
- Mato Mežek (?), pesnik
- Matjaž Zupan (27. september 1968, Kranj), smučarski skakalec in trener
- Metod Frlic (20. december 1965, Suša pod Blegošem v Poljanski dolini), kipar, slikar, v Tržiču postavljeno njegovo kiparsko delo "Delni pogled" (2001)
- Miha Dovžan (15. avgust 1943, Tržič), glasbenik, skladatelj, citrar
- Miha Šimac (26. oktober 1981, Kranj), zgodovinar, publicist, pesnik
- Mihael Petek (4. januar 1922, Podbrezje – 25. decembra 2012, Tržič), andragog, inštruktor, publicist, pisec kronik, zgodovinskih zapisov o Tržiču, dramskih iger za otroke
- Milan Batista (26. februar  1924, Dolenji Logatec  – 14. april 2010, Golnik), slikar, pesnik v Tržiču poučeval likovno vzgojo
- Milan Krsnik (28. maj 1956, Kranj), novinar, pesnik, igralec
- Milena Kordež (10. september 1953, Kranj), smučarska tekačica
- Miloš Viljem Kus (8. oktober 1928, Talči vrh, Črnomelj), agronom, fitopatolog, doktor znanosti; v Tržiču preživel otroštvo
- Miro Oman (11. januar 1936, Tržič – 15. julij 2012, ?), smučarski skakalec, olimpijec
- Miro Vrhovnik (1938, ? – 2017, ?), igralec, kulturni organizator
- Mitja Mežnar (30. junij 1988, Kranj), smučarski skakalec Katarina Lavš Mejač (27. julij 1946, Tržič), psihologinja, urednica, voditeljica TV oddaj
- Nataša Vertelj (12. september 1967, Kranj), ilustratorka
- Pavel Rupar (21. maj 1960), politik, nekdanji župan občine Tržič
- Peter Fister (16. junij 1940, Celje), arhitekt, profesor, deloval na področju ohranjanja in prenove kulturne dediščine Tržiča
- Robert Kaštrun (25. marec 1964, Tržič), smučarski skakalec in nordijski kombinatorec
- Robert Meglič (4. november 1974, Tržič), smučarski skakalec, olimpijec
- Rok Perko (10. junij 1985, Kranj), športnik, olimpijec, alpski smučar
- Roman Perko (12. maj 1977, Tržič), nordijski kombinatorec
- Romana Krajnčan (4. november 1964, Kranj), glasbenica
- Rudolf Pečjak (9. maj 1891, Hinje pri Žužemberku – 27. december 1940, Ljubljana), pedagog, pisatelj; poučeval na meščanski šoli v Tržiču
- Sašo Borojevič (25. 1. 1978, ?), novinar in voditelj informativnih oddaj na Radiu 1
- Slava Rakovec – Lipoglavšek (12. november 1912, Gorica – 15. april 2002, Vižmarje pri Ljubljani), geografinja, učiteljica; po 2. svetovni vojni je učila in živela v Tržiču; napisala znanstveno-raziskovalno delo "Tržič – mestna geografija", kjer je celovito obdelala njegove geografske in zgodovinske podatke
- Slavko Lukanc (30. julij 1921, Tržič), alpski smučar, olimpijec
- Srečko Kos (?), alpski smučar, paraolimpijec
- Štefan Ahačič (?), kegljač, paraolimpijec
- Teja Gregorin (29. junij 1980, Ljubljana), biatlonka, olimpijka
- Tine Mulej (21. januar 1921, Lesce – 9. april 1982, Begunje na Gorenjskem), alpski smučar
- Tomas Globočnik (17. april 1972, Škofja Loka), biatlonec, olimpijec
- Tomaž Ahačič - Fogl (11. november 1969, Kranj – 29. avgust 2016, Tržič), glasbenik, pevec, član zasedbe Yuhubanda
- Tomaž Koder (2. marec 1971, Tržič), pevec
- Tone Pretnar (9. avgust 1945, Ljubljana – 16. november 1992, Katovice), literarni zgodovinar, prevajalec, lektor
- Uroš Ban (18. december 1971, Križe), športni padalec, inštruktor padalstva
- Valentin Klemenčič (24. februar 1943, Kovor), fotograf, častnik, veteran vojne za Slovenijo
- Veno Dolenc (1.april 1951, Celje), slikar, pesnik, glasbenik
- Vera Majdič (2. marec 1898, Kranj – 16. oktober 1994, Radovljica), sopranistka, pevska pedagoginja; na glasbeni šoli v Tržiču učila (solo)petje
- Viktor Kragel (15. oktober 1883, Tržič – 28. december 1951, Tržič), krajevni zgodovinar
- Viktor Savnik (16. april 1910, Kranj – 2. november 1988, Ljubljana), strojnik, profesor, strokovnjak za pletilsko in konfekcijsko tehnologijo, zaposlen v Tržiču
- Viljem Jakopin (2. april 1939, Tržič), slikar, grafik, kipar
- Vinko Hlebš (1943, ? – 2022), slikar
- Vinko Ribnikar (4. april 1930, Tržič), kipar
- Vinko Paderšič-Batreja (24. september 1916, Tržič – 1942, Zagrad pri Otočcu), slovenski slavist, partizan in narodni heroj
- Vinko Šarabon (5. december 1880, Tržič – 3. april 1946, Ljubljana), geografski pisec
- Vito Globočnik (27. maj 1920, Bistrica pri Tržiču) – 6. avgust 1946, Ljubljana), slikar, grafik
- Zdravko Kaltnekar (11. maj 1929, Križe pri Tržiču – 10. maj 2013, Kranj), pesnik, pisatelj, ekonomist
- Žan Košir (11. april 1984, Kranj), deskar, olimpijec;
- Drugi: Anže Bizjak, Klemen Premrl, Jošt Urbanc, Sašo Stare, Gašper Markun, Uroš Bitenc